# ويليام جيمس والاس
ويليام جيمس والاس (بالإنجليزية: William James Wallace)‏ هو محامي وقاضي وسياسي أمريكي، ولد في 14 أبريل 1837 بسيراكيوز في الولايات المتحدة، وتوفي في 11 مارس 1917 بجاكسونفيل في الولايات المتحدة. حزبياً، نشط في الحزب الجمهوري. وقد انتخب قاضي محكمة الاستئناف الأمريكية للدائرة الاتحادية وانتخب قاضي محكمة الاستئناف بالولايات المتحدة للدائرة الثانية ‏.